# Joseph Nye
Joseph Samuel Nye, Jr. (sinh ngày 19 tháng 1 năm 1937) cùng với Robert Keohane đồng sáng lập ra lý thuyết chủ nghĩa kinh tế tự do mới trong quan hệ quốc tế, được trình bày trong cuốn sách viết năm 1977 của 2 ông Power and Interdependence. Cùng với Keohane, ông phát triển các khái niệm phụ thuộc lẫn nhau bất đối xứng (asymmetrical interdependence) và phụ thuộc lẫn nhau phức hợp (complex interdependence). Họ cũng khám phá các mối quan hệ xuyên quốc gia và chính trị thế giới trình bày trong cuốn sách hiệu chỉnh những năm 1970. Gần đây, ông đi tiên phong trong lý thuyết sức mạnh mềm. Khái niệm của ông về "sức mạnh thông minh" đã trở lên phổ biến do các thành viên trong chính quyền của tổng thống Bill Clinton sử dụng, và gần đây là chính quyền của tổng thống Barack Obama.
Nye hiện tại là giáo sư quan hệ quốc tế tại Trường Quản lý Nhà nước John F. Kennedy thuộc Đại học Harvard, và trước đây ông từng là hiệu trưởng của trường này. Ông cũng là một thành viên Liên minh Hướng dẫn cho các dự án về cải cách an ninh quốc gia.
Cuộc khảo sát năm 2008 TRIP trong số 1.700 học giả về quan hệ quốc tế đã xếp ông là học giả có ảnh hưởng nhất đứng thứ sáu trong hai mươi năm qua, và là người có ảnh hưởng hầu hết đến chính sách đối ngoại của Mỹ.

## Các tác phẩm
- Joseph S. Nye: Pax–Africanism and East African integration. Cambridge 1965
- Joseph S. Nye: Relations, Transnational, and world politics. 1972
- Joseph S. Nye / Robert O. Keohane: Power and Interdependence. World Politics in Transition. Boston 1977, ISBN 0-8191-6394-5
- Joseph S. Nye / Graham T. Allison / Albert Carnesale: Fateful visions. Avoiding Nuclear Catastrophe. Cambridge 1988, ISBN 0-88730-272-6
- Joseph S. Nye: Making, The, of America´s Soviet policy. 1984
- Joseph S. Nye: Nuclear Ethics. New York 1986, ISBN 0-02-923091-8
- Joseph S. Nye: Bound to lead. The changing nature of American power. New York 1990, ISBN 0-465-00743-0
- Joseph S. Nye / Kurt Biedenkopf / Motoo Shiina: Global Competition After the Cold War: A Reassessment of Trilateralism. New York 1991
- Joseph S. Nye / Kurt Biedenkopf / Motoo Shiina: Globale Kooperation nach dem Ende des Kalten Krieges. Eine Neueinschätzung des Trilateralismus; ein Task-Force-Bericht an die Trilaterale Kommission. Bonn 1992, ISBN 3-7713-0417-2
- Joseph S. Nye: Why people trust government. Cambridge 1997, ISBN 0-674-94057-1
- Joseph S. Nye: Governance in a globalizing world. Washington 2000, ISBN 0-8157-6408-1
- Joseph S. Nye: Understanding international conflicts. An introduction to theory and history. New York 2002 (5. Aufl.), ISBN 0-321-20945-1
- Joseph S. Nye: The paradox of American power. Why the world's only superpower can't go it alone. New York 2002, ISBN 0-19-515088-0
- Joseph S. Nye: Das Paradox der amerikanischen Macht. Warum die einzige Supermacht der Welt Verbündete braucht. Hamburg 2003, ISBN 3-434-50552-0
- Joseph S. Nye: Soft power. The means to success in world politics and understand international conflict. New York 2004, ISBN 1-58648-306-4